# Velenje Challenger
Il Velenje Challenger è stato un torneo professionistico di tennis giocato su campi in sintetico indoor. Faceva parte dell'ATP Challenger Series. L'unica edizione si è disputata a Velenje in Slovenia.

## Albo d'oro

### Singolare
| Anno | Campione       | Finalista     | Punteggio     |
| ---- | -------------- | ------------- | ------------- |
| 1995 | Alex Rădulescu | Oleg Ogorodov | 7–6, 6–7, 6–3 |

### Doppio
| Anno | Campioni                       | Finalisti                  | Punteggio     |
| ---- | ------------------------------ | -------------------------- | ------------- |
| 1995 | Mark Petchey Andrew Richardson | Patrick Baur Joost Winnink | 6–7, 6–4, 6–4 |